# Болотный цветок
«Болотный цветок» (другое название: «Братья Вальдбольские») — немой двухсерийный кинофильм 1917 года режиссёра Вячеслава Висковского по одноимённой книге Веры Крыжановской. Один из первых научно-фантастических фильмов, снятых в России.
Фильм не сохранился.

## Сюжет
История о жизни девушки принесённой в жертву человеческому беспутству и легкомыслию. Преодолев религиозный фанатизм, жестокость и насилие, женщина обретает покой и счастье в любви.

## Роли исполняют
- Вера Павлова — Марина
- Александра Янушева — Анка
- Константин Хохлов — князь
- Пётр Леонтьев — ксендз Витольд
- Александр Морозов — барон Штарк

## Технические данные
- Количество частей:
  - Первая серия: 4 части
  - Вторая серия: 5 частей
- Премьера: 23 октября 1917 года